# Лук мелкосетчатый
Лук мелкосетчатый или лук черемша (лат. Allium microdictyon) — многолетнее травянистое растение, вид рода Лук (Allium) подсемейства Луковые (Alliaceae) семейства Амариллисовые (Amaryllidaceae).

## Название
В народе растение известно под названиями черемша и колба. Так же могут называть другие близкородственные виды — Лук медвежий (Allium ursinum) и Лук победный (Allium victorialis).

## Ботаническое описание
Растение высотой до 70 см, со стеблем до половины покрытым влагалищами листьев. Луковицы конически-цилиндрической формы, диаметром до полутора сантиметров, в количестве от одной до нескольких посажены на косое корневище. Листья гладкие, ланцетной или продолговато-эллиптической формы, плоские с хорошо выраженной пластинкой, длиной от 10 до 20 см и шириной до 8 см, сужаются в длинный (3—7 см) черенок.
Соцветие на конце стебля в форме густого шаровидного зонтика. Цветки сидят на равных между собой цветоножках, которые в два-три раза длиннее околоцветника. Листочки околоцветника эллиптической формы, с тупыми концами и с желтоватым оттенком. Нити тычинок длиннее околоцветников примерно в полтора раза.
Число хромосом 2n=16.

## Распространение и места обитания
Произрастает на Южном Урале, на территории Сибири — в Тюменской, Томской, Новосибирской, Кемеровской, Иркутской, Читинской областях, в Алтайском и Красноярском краях, в республике Алтай, Хакасия, Тува. Встречается в Восточном Казахстане и Монголии.
Обитает во влажных лесах на лугах в субальпийском поясе.

## Хозяйственное значение и применение
Молодые листья пригодны в пищу. Могут употребляться в сыром виде, добавляться в различные блюда, или заготавливаться для засолки.